# Shaftesbury
Shaftesbury är en stad i Dorset i England, med omkring 6 500 invånare. Det är en av de städer som är belägna i Blackmore Vale.
Shaftesbury bildades under förhistorisk tid, och stadens berömda kloster grundades år 888. Byggnaderna har ett lokalt präglat utseende, eftersom de vanligen har byggts av gröntonad sandsten eller kalksten från Chilmark, Wiltshire, och har stråtak. 
Staden har givit namn åt släkten Coopers earlskap, varifrån Anthony Ashley Cooper Shaftesbury fått sina namn.